# 協和造船
協和造船（きょうわぞうせん）は、かつて大阪府大阪市にあった民間造船所。太平洋戦争時に、日本海軍の艦艇を製造するために発足したが、空襲のために全焼壊滅したために、一隻も進水できず解散した。

## 概要
海軍は相次ぐ通商破壊の被害に対し、海防艦の大量生産で対応した。これまで艦艇の建造実績がない民間造船所にも建造を命じたが、さらに新規の造船所を用意する必要が生じた。そこで大阪の大手造船所・日立造船に施設拡充を求めたが、日立造船では桜島・因島・向島のラインをフル稼働しており、さらなる拡充は不可能であり、新規に造船所を建設する用地も持ち合わせていなかった。
海軍は改めて、用地と部品調達を中山製鋼所、拡張資金調達を三和銀行に依頼し、日立造船との三社合同で新造船所を設立するよう働きかけ、昭和19年、「協和造船」の発足にこぎつけた。
中山製鋼所が所有する大正区大浪橋の土地を転用し、操業を開始した。丙型海防艦専用の造船所として、昭和19年5月20日には第1船の第93号海防艦の進水にこぎつけた。9月8日には第2船の第101号海防艦、翌年1月16日には第3船の第83号海防艦を進水させた。
しかし昭和20年3月13日、大阪大空襲によって造船所は全焼し、建造は不可能となった。建造が凍結されていた第93号海防艦・第101号海防艦は再起不能の損傷を受け、未完成のまま廃船となった。最も工事が進捗していた第83号海防艦については、浪速船渠での艤装が続行されることとなったが、終戦のために未完に終わり、昭和23年3月17日までに解体を完了した。
協和造船は再起することなく会社は解散し、用地は中山製鋼所に返還された。

## 製品
- 第83号海防艦(未完成)
- 第93号海防艦(未完成)
- 第101号海防艦(未完成)